# Osterman Weekend
Osterman Weekend (The Osterman Weekend) è un film del 1983 diretto da Sam Peckinpah al suo ultimo film, tratto dal romanzo The Osterman Weekend di Robert Ludlum, pubblicato in Italia col titolo Striscia di cuoio.

## Trama
John Tanner, celebre intervistatore televisivo, viene convocato nella sede della C.I.A. dove un agente, Lawrence Fassett (la cui moglie si presume sia stata uccisa dal K.G.B. sovietico) gli chiede di collaborare con lui per smascherare un'organizzazione spionistica russa denominata "Omega" e della quale fanno parte - come risulta da prove evidenti - tre amici di Tanner: Jo Cardone, Richard Tremayne e Bernie Osterman. Tanner, che di lì a pochi giorni ospiterà i tre a casa sua per il tradizionale fine settimana che annualmente li riunisce, viene dunque invitato da Fassett a fare da intermediario per il suo piano, che mira a creare le condizioni perché uno dei tre suoi amici sia spinto a "cambiare bandiera"

## Accoglienza

### Critica
"...Versione aggiornata del Diabolico Dottor Mabuse e affascinante riflessione sui poteri di falsificazione dell'immagine.
Ultimo Film di Peckinpah (sceneggiato da Alan Sharp e Ian Masters) da un romanzo di Robert Ludlum, girato con l'intelligenza consueta;soddisfacente anche dal punto di vista spettacolare, malgrado le manipolazioni dei produttori."